# Аютия (исторический город)

Ват Чайваттханарам

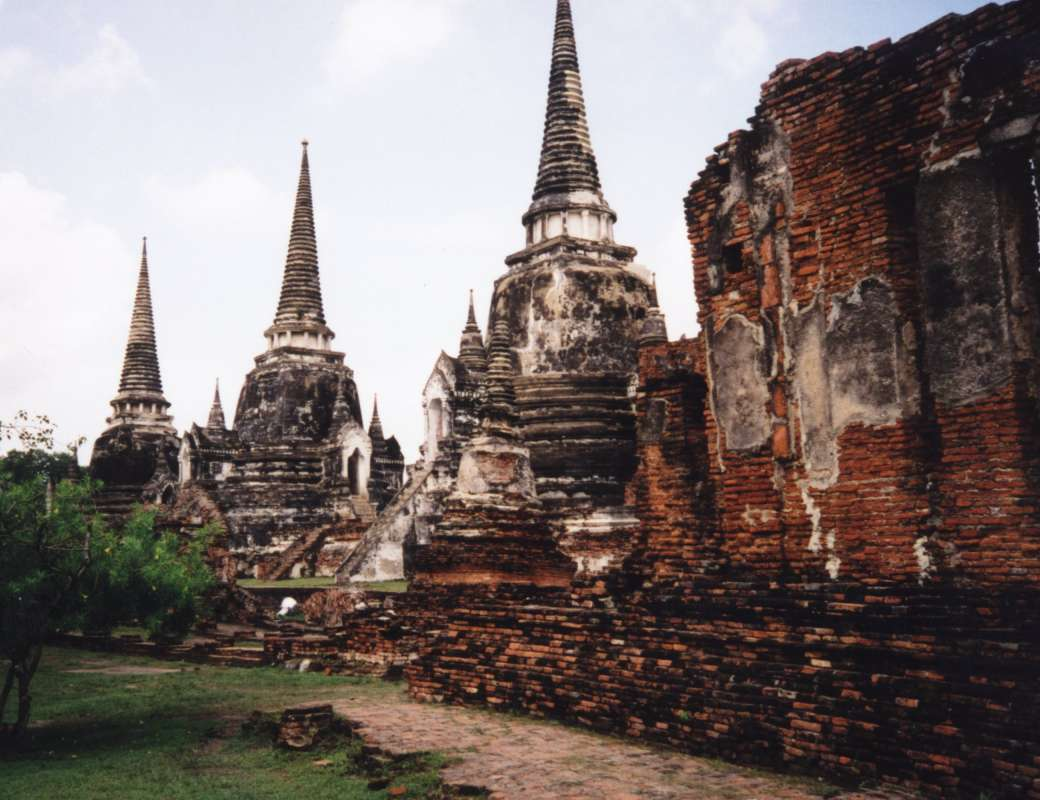
Ват Пхра Си Санпхет

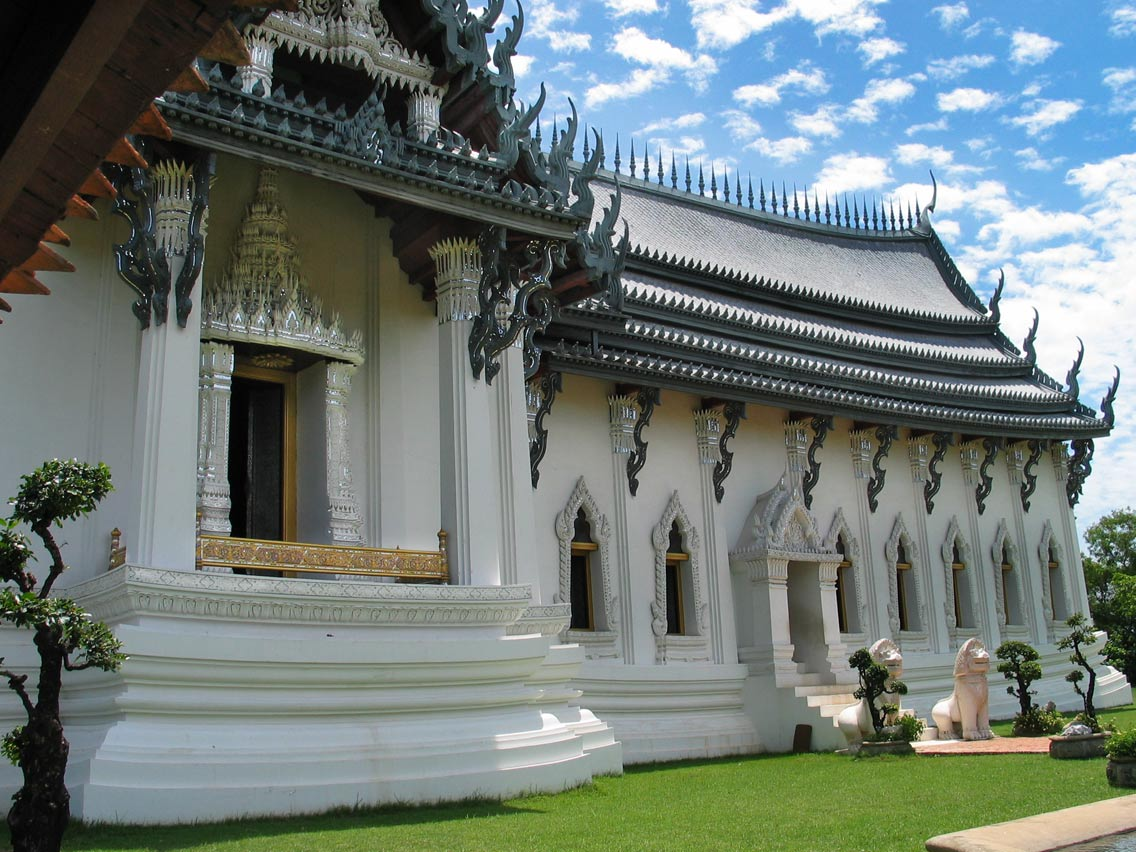
Королевский дворец Санпхет Прасат, модель

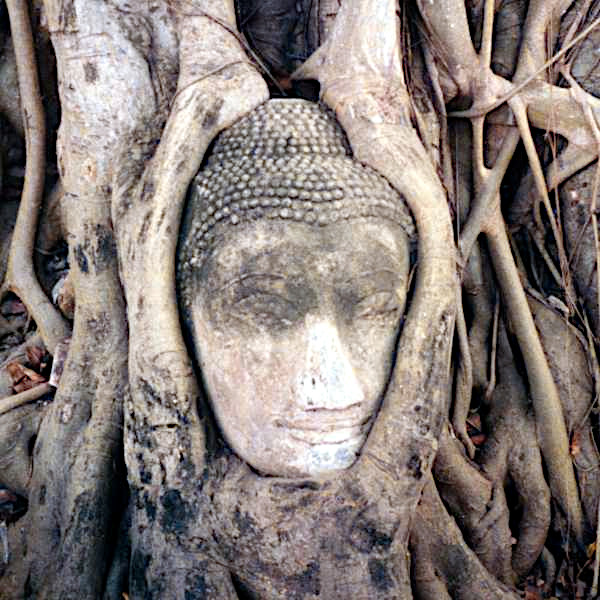
Будда в Историческом Парке Аютии

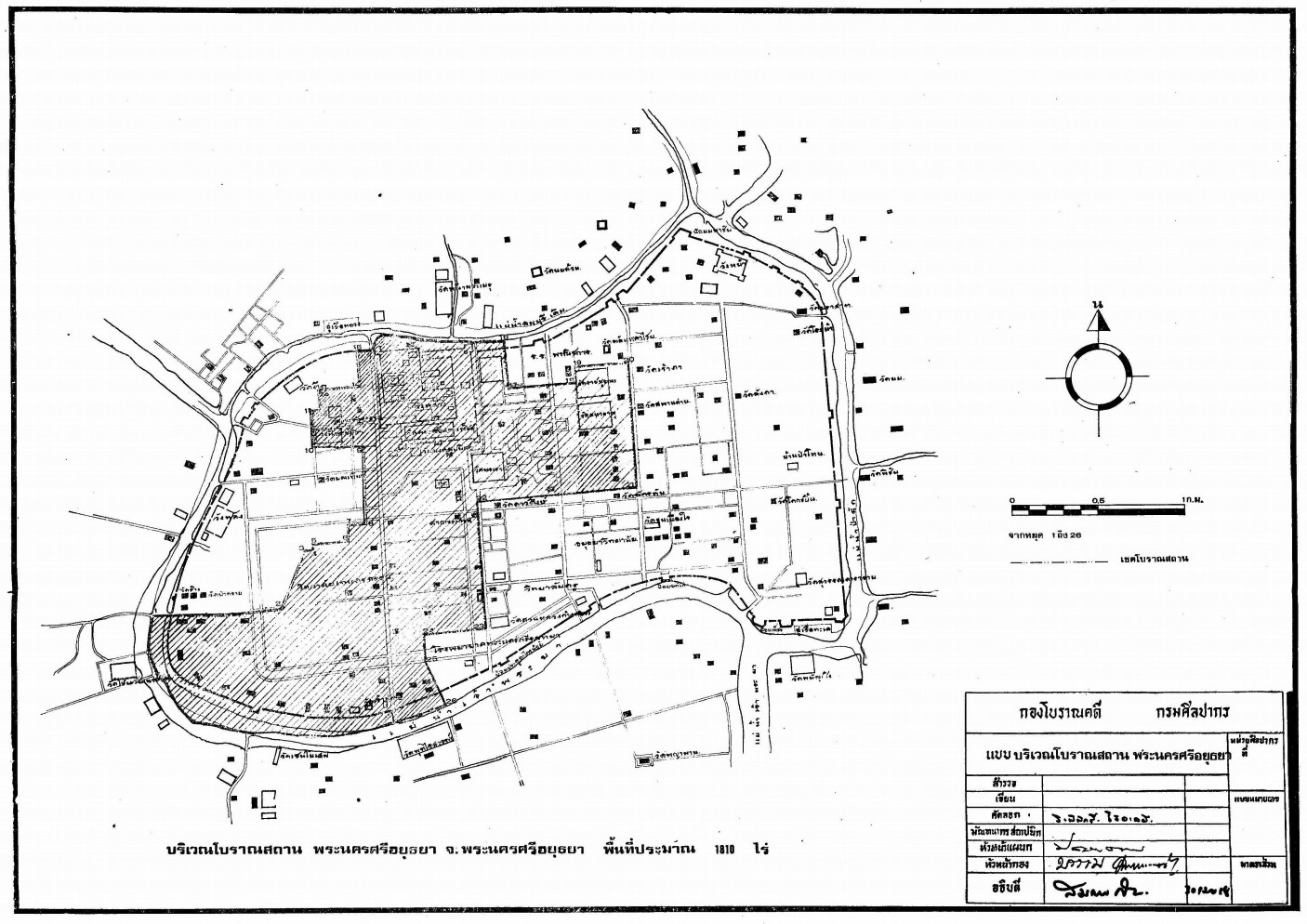
Территория объекта № 576

Истори́ческий го́род Аютия — комплекс исторических достопримечательностей, располагаемый на территории современного города Аюттхая. Объект всемирного наследия ЮНЕСКО.

## История
Город основан в 1350 году королём Раматхибоди I (У Тхонгом) и стал его столицей после поражения, которое потерпел Сукотаи. Король перенёс столицу сюда, чтобы избежать эпидемии в Лопбури. Возникло королевство Аютия. Город получил название, соответствующее городу Айодхья в Индии — место рождения Рамы в соответствии с эпосом «Рамаяна».
За это время в Аютии правило 35 королей. Этот период известен в истории Сиама как «аютийский период».
Во время расцвета в Аютии было три королевских дворца, 375 храмов, 29 укреплённых фортов, число городских ворот составляло 94. В городе проживало более миллиона человек, было немало иностранцев — французов, португальцев, японцев, голландцев, англичан. В городе стояли церкви, с XVII века сохранился собор Св. Иосифа.
Государство Аютия вело торговлю по всему миру — с Китаем, Явой, Малайзией, Индией, Японией, Европой. Процветали искусство, литература, архитектура.
Королевство Аютия просуществовало до 1767 года, до этого город выдержал несколько осад, но в 1767 году он был полностью разрушен бирманцами. Король Таксин не стал восстанавливать Аютию и перенёс столицу в Тхонбури, а позже Рама I перенёс её в Бангкок. Аютия так и не смогла оправиться от разгрома.
Новый город был построен в нескольких километрах к востоку от разрушенного. Руины старого города находятся на территории Исторического парка Аютия, включённого ЮНЕСКО в список объектов всемирного наследия. 

## Достопримечательности
- Центр изучения истории Аютии
- Дворец Чандракасем
- Национальный Музей Чао Сам Пхрая
- Церковь Св. Иосифа
- Ванг Луанг
- Ват Локаясуттхарам
- Ват Пхра-Махатхат
- Ват На Пхра Мен
- Ват Пханан Чоенг
- Ват Пхра-Рам
- Ват Пхра-Сисанпхет
- Ват Пхут-Тхаи-Саван
- Ват Ратчабурана
- Ват Суван Дарарам
- Ват Тхаммикрат
- Храм Пхра-Монгкхонбопхит

Самая известная достопримечательность Аютии — Ванглуанг (Большой дворец), расположенный в самом центре города на берегу реки Лопбури. В XIII веке здесь жила королевская семья, и все аллеи, сады, пристройки были сооружены для неё. Кроме Большого дворца, в Аютии можно осмотреть древние монастыри Ват Ратчабурана и Ват На Пхра Меру, поражающие своими размерами и внутренним убранством, а также статуи Будды, сделанные древними мастерами.
Декорации города послужили местом съемок фильма «Смертельная битва», где они изображали Дворец Ордена Света.